# Diospyros simaloerensis
Diospyros simaloerensis är en tvåhjärtbladig växtart som beskrevs av Bakh. Diospyros simaloerensis ingår i släktet Diospyros och familjen Ebenaceae. Inga underarter finns listade i Catalogue of Life.